# Philippka-Sportverlag
Philippka (Eigenschreibweise philippka) ist ein Medienunternehmen mit Sitz in Münster mit dem Schwerpunkt Sport, insbesondere Produkte und Services für Trainer. Neben Zeitschriften und Büchern zählt Philippka Websites, Softwareentwicklung und Dienstleistungen für große, nationale und internationale Sportverbände zu seinen Geschäftsfeldern.

## Geschichte

### Deutschland
Im Jahr 1977 gründete Konrad Honig den Philippka Verlag – benannt nach dem Vornamen seiner Frau –, um das monatlich erscheinende Magazin Deutsche Volleyball-Zeitschrift (DVZ), im Jahr 2002 umbenannt in Volleyball-Magazin, zu verlegen. Mit diesem Schritt schuf er einen Wettbewerber zu der bereits bestehenden Verbandszeitschrift Volleyball des Deutschen Volleyball-Verbandes, bei der er zuvor als Redakteur tätig war und zusätzliche Aufgaben übernommen hatte.
In den Anfangsjahren erweiterte das Unternehmen stetig seine Angebotspalette an diversen Fachzeitschriften, Büchern und sonstigen Medien für die verschiedensten Sportarten. Bereits ein Jahr nach Erscheinen der DVZ publizierte der Verlag ab 1979 alle zwei Monate die erste Fachzeitschrift für Trainer in der Sportart Handball, welche den Namen Lehre und Praxis des Handballspiels trug, im Jahr 1986 umbenannt in Handballtraining, gefolgt 1982 von Fußballtraining in Zusammenarbeit mit dem Deutschen Fußball-Bund (DFB).
1983 übernahm Philippka die Publikation der Titel Leistungssport (des Deutschen Sportbundes) und Tischtennis (des Deutschen Tischtennis-Bundes). Zudem wurde die Zusammenarbeit mit dem Deutschen Handballbund intensiviert, in dessen Folge 1984 das Handball-Magazin aufgelegt wurde, welches im Laufe der Jahre mit wechselnden Titeln wie Das Handball Premium Magazin (2007 bis 2009) und Das Handball Magazin (2009 bis 2014) erschien und seit 2015 unter dem Titel Handball inside publiziert wird. Im Jahr 1990 wurde in Kooperation mit dem Deutschen Leichtathletik-Verband die Fachpublikation Leichtathletiktraining veröffentlicht, die bis zum heutigen Tage monatlich erscheint.
Parallel zur Veröffentlichung von Fachbüchern und Fachzeitschriften sowie Magazinen für Sportfans entwickelte sich Philippka seit Anfang des neuen Jahrtausends zunehmend zum Berater und Dienstleister für Sportverbände.

### Vereinigte Staaten
Im Jahr 1997 erweiterte Philippka sein Repertoire um die Publikation Success in soccer, eine Schwesterzeitschrift von Fußballtraining, die bis 2014 in den Vereinigten Staaten erschien. Seit 2014 betreut Philippka das U.S. Soccer Digital Coaching Center (DCC) des amerikanischen Fußballverbandes U.S. Soccer.

## Produkte und Leistungen
Philippka bietet diverse Printprodukte (Zeitschriften, Bücher, Broschüren, Kartotheken), vornehmlich für Trainer, in den Sportarten Handball, Volleyball, Leichtathletik und Fußball. Das Unternehmen produziert zudem Foto- und Videomaterial, Websites und bietet neben individueller Softwareentwicklung auch SaaS-Lösungen für Endkunden an. Zudem ist Philippka als Berater und Dienstleister für diverse Sportverbände weltweit tätig.